# Krimsky Géza
Krimsky Géza (Személyi adatai ismeretlenek.) erdélyi magyar költő, író.

## Munkássága
A farkasok c. háromfelvonásos népszínművét 1902-ben mutatta be a kolozsvári Nemzeti Színház, Buridán szamara c. vígjátékát jutalomban részesítette az Erdélyi Irodalmi Társaság (EIT). Sárga rózsa c. elbeszélő költeménye 36 énekben Jókai Mór hasonló című regényét "dalnak" dolgozta fel (Kolozsvár, 1930).

## Kötetei
- Buridan szamara. Vígjáték; Sylvester Ny., Bp., 1929
- Sárga rózsa. Elbeszélő-költemény; Lengyel Ny., Cluj-Kolozsvár, 1930

## További irodalom
- Gyalui Farkas: Az Erdélyi Magyar Irodalmi Társaság ötven éve (Kolozsvár, 1938)